# Гавкалова Наталія Леонідівна
Гавкалова Наталія Леонідівна — український науковець, Заслужений економіст України. Завідувач кафедри державного управління, публічного адміністрування та регіональної економіки Харківського національного економічного університету імені Семена Кузнеця, Професор.

## Освіта
Закінчила Харківський державний економічний університет за спеціальністю «Управління трудовими ресурсами» та здобула кваліфікацію інженер-економіст. 
У 1995–1999 роках навчалася в аспірантурі Харківського державного економічного університету (з 2002 р. – Харківський Національний економічний університет). 

## Науковий ступінь, вчене звання
У 1999 р. захистила дисертацію на здобуття ступеня кандидата економічних наук зі спеціальності економіка підприємства і організація виробництва (тема «Управління трудовими ресурсами», науковий керівник — кандидат економічних наук, професор Савченко Борис Григорович) (ДК№003878 Протокол № 27-06/8 від 02.06.1999 р.).
У 2003 році відповідно до рішення Атестаційної колегії Міністерства освіти та науки України надано вчене звання Доцента кафедри управління виробництвом (протокол №3/57-Д від 19.06.2003).
У 2009 році захистила дисертацію на здобуття наукового ступеня Доктора економічних наук, зі спеціальності 08.00.04 – економіка та управління підприємствами (за видами економічної діяльності), (Тема: «Формування соціально-економічного механізму ефективності менеджменту персоналу» науковий консультант — доктор економічних наук, професор, Заслужений діяч науки і техніки України Амосов Олег Юрійович) (ДД №008083 Протокол № 11-06/2 від 10.03.2010 р.).
У 2011 році відповідно до рішення Атестаційної колегії Міністерства освіти та науки України від 10.11.2011 року надано вчене звання Професора кафедри регіональної економіки (12ПР № 007277, протокол №1/01-П).

## Наукова школа
Під керівництвом Гавкалової Н. Л. захищено 25 кандидатських та докторських дисертацій в галузях економіки та публічного управління, вона є членом редакторських колегій 3 фахових журналів з економіки та публічного управління (Україна) та журналу Public Policy and Administration (Литва), що реферується у науко-метричній базі Scopus.

## Відзнаки
- Почесна грамота Голови Дзержинської районної ради в м. Харкові (2009 р.);
- Подяка Голови Харківської обласної державної адміністрації (2013 р.);
- Подяка Чугуївського міського голови (2014 р.);
- Почесна грамота Голови Харківської обласної ради (2014 р.);
- Подяка Міністерства освіти і науки України (2015 р.);
- Диплом стипендіата в галузі науки імені М. І. Туган-Барановського (з економіки) Харківської обласної державної адміністрації (2015 р.);
- Подяка Голови Харківської обласної державної адміністрації (2017 р.);
- Золотий знак Харківського національного економічного університету ім. С. Кузнеця (2017 р. та 2012 р.) – подвійний лауреат;
- Почесна грамота Всеукраїнської професійної спілки працівників сфери вищої освіти (2019);
- Подяка Харківського міського Голови (2020 р.);
- Почесна грамота Національної служби посередництва і примирення (2021 р.);
- Почесна грамота Міністерства освіти і науки України (2021 р.);
- Грамота Верховної Ради України (2022);
- Почесна грамота Національної академії педагогічних наук України (2022).

## Державні нагороди
Почесне звання «Заслужений економіст України» (2018 р.)  [Архівовано 2 грудня 2018 у Wayback Machine.]

## Наукові та методичні праці
- 1. Smalskys, V., Stasiukynas A., Gavkalova N., Laseviciute U. Problems in managing the implementation of education policy in Lithuania: The role of small municipalities. Revista Espasios. 2019. Vol. 40 (No. 26). P. 11.  [Архівовано 4 лютого 2022 у Wayback Machine.]
- 2. Gavkalova N. L., Amosov O. Archetypes in the activities of the united territorial communities. Public management. 2019. No. 3 (16). Р. 57–68.
- 3. Gavkalova N., Babenko K., Zolenko A. Formation of Information-Analitical System for Monitoring of the Economic Development of Territories. International Journal of New Economics and Social Sciences. 2019. No. 1 (9). P. 197–206.
- 4. Gavkalova N. L., Kolupaieva I. V. Decentralization of public administration in the process of building a democratic society. Public Policy and Adpinistration. 2018. Vol. 17. No. 2. Р. 216–225.  [Архівовано 22 січня 2021 у Wayback Machine.]
- 5. Gavkalova N. L., Amosov O. Yu. The influence of archetypes on social transformations. Public management. 2018. No. 3 (13). Р. 62–74. DOI: 10.31618/vadnd.v1i14.99
- 6. Gavkalova N. L., Kolupaieva I. V., Barka Z. M. Analysis of leverages’ efficiency in the context of state regulatory policy implementation. Economic Annals–XXI. 2017. No. 165 (5–6). Р. 41–46.
- 7. Гавкалова Н. Л., Власенко Т. А. Застосування проектно-орієнтованого підходу до регіональних систем публічного адміністрування. Вісник Національного технічного університету «ХПІ». Серія : Стратегічне управління, управління портфелями, програмами та проектами. 2017. №2 (1224). С. 58–63.  [Архівовано 30 жовтня 2021 у Wayback Machine.]
- 8. Гавкалова Н. Л. Регіональна кластеризація в контексті енерговикористання та забезпечення екологічної безпеки. Науковий журнал «Причорноморські економічні студії». 2017. № 18. С. 230–235.
- 9. Гавкалова Н. Л. Місце кластерної стратегії в забезпеченні економічного розвитку. Інфраструктура ринку : електрон. наук.-практ. журнал. 2017. Вип. 7. С. 77–82.
- 10. Гавкалова Н. Л., Власенко Т. А. Formation the systematic basis of synthesized capital. Актуальні проблеми економіки. 2016. № 4 (178). С. 8–16.  [Архівовано 4 грудня 2018 у Wayback Machine.]
- Вступ до публічного адміністрування : навч. посіб. / за заг. ред. Н. Л. Гавкалової. Харків : ХНЕУ ім. С. Кузнеця, 2016. 372 с.  [Архівовано 5 червня 2022 у Wayback Machine.]
- 12. Гавкалова Н. Л., Амосов О. Ю., Болотова О. О. Соціальна відповідальність влади і бізнесу як умова сталого розвитку // Стійкий розвиток в умовах соціально-орієнтованої економіки : кол. моногр. / за ред. В. В. Прохорової. Харків : Смугаста тип., 2016. С. 16–25.  [Архівовано 30 жовтня 2021 у Wayback Machine.]
- 13. Гавкалова Н. Л., Амосов О. Ю. Еволюція публічного управління як результат розвитку інституційної теорії // Державна служба та публічна політика: проблеми і перспективи розвитку : матеріали щоріч. Всеукр. наук.-практ. конф. за міжнар. участю (Київ, 27 травня 2016 р.) / за заг. ред. А. П. Савкова, М. М. Білинської, С. В. Загороднюка. Київ : НАДУ, 2016. С. 194–198.  [Архівовано 30 жовтня 2021 у Wayback Machine.]
- 14. Gavkalova N. L., Kolupaeva I. V. Deregulation of the Ukrainian Economy: problems and peculiarities of further implementation. HORIZONS International Scientific Jornal. Series A. Social Science and Humanities. Bitola. 2016. P. 389–398.
- 15. Гавкалова Н. Л., Амосов О. Ю. Public administration in Ukraine: present development // Матеріали Х Міжнародної науково-практичної конференції (25 листопада 2015 р.). Полтава : ПолНТУ, 2015. С. 21–26.
- 16. Гавкалова Н. Л., Шумська Г. М. The necessity of state regulation of Socio-Economic Development of Ukraine’s Regions // Материалы IX Международной научно-практической конференции, посвященной 120-летию со дня рождения П. О. Сухого (г. Гомель, 26–27 ноября 2015 г.). Гомель : ГГТУ им. П. О. Сухого, 2015. С. 41–43.
- 17. Забезпечення регіонального розвитку екологічного суспільства засобом створення системного базису синтезованого капіталу : монографія / за заг. ред. Н. Л. Гавкалової. Харків : Вид-во ХНЕУ ім. С. Кузнеця, 2015. 304 с.  [Архівовано 30 жовтня 2021 у Wayback Machine.]

### Основні наукові праці
Автор близько 300 публікацій, з яких 15 монографій, 6 підручників, 4 навчальних посібники, з яких 3 – з грифом Міністерства освіти і науки України.